# Edwin Wijeyeratne
Sir Edwin Aloysius Perera Wijeyeratne, KBE (singhalesisch ශ්‍රිමත් එඩ්වින් ඇලෝසියස් පෙරේරා විජයරත්න, geboren 8. Januar 1889; gestorben 19. Oktober 1968) war ein sri-lankischer Politiker, Diplomat und eines der Gründungsmitglieder der United National Party. Er war Senator im Senat von Ceylon und Cabinet Minister für Innere Angelegenheiten und Landwirtschaftliche Entwicklung in der Regierung von Don Stephen Senanayake.

## Jugend
Edwin Wijeyeratne von Buddenipola Walauwa (Herrensitz), Kegalle wurde am 8. Januar 1889 in Rambukkana, Sri Lanka geboren. Er war der älteste Sohn von Gabrial Perera Wijeyeratne, einem notary public. Die Familie stammte aus der Stadt Kotte. Seine Mutter, Catherina Wickremasinghe Jayasekera Tennekoon, war die Tochter von Jayasekera Tennekoon, einem sngesehenen Notary der Four Korales in Kegalle. Die Familie war Anfang des 16. Jahrhunderts nach Kegalle gekommen auf der Flucht von den Portugiesen und war immer eng verbunden mit den Walauwes von Kotte, Madapatha und Matara.

## Ausbildung
Wijeyeratne begann seine schulische Laufbahn in der Dorfschule in Rambukkana. Mit neun Jahren wechselte er auf die Handessa Village School in Gampola, wo er in der Familie seiner zukünftigen Frau, Leela Pethiyagoda, lebte. Weiters erhielt er Unterricht am St Mary’s College, Kegalle, bevor er seine Studien am St Joseph’s College, Colombo vollendete, wo er das Cambridge Senior Exam mit Auszeichnung bestand. Er gewann 15 Preise im letzten Schulwettbewerb. Nach der Schulzeit unterrichtete er an Lorenz Tutory, während er sich als Journalist versuchte. Dabei erhielt er Förderung von Armand de Souza, einem der einflussreichsten Redakteure dieser Zeit. Später ging er auf das Law College und qualifizierte sich 1929 als Rechtsanwalt.

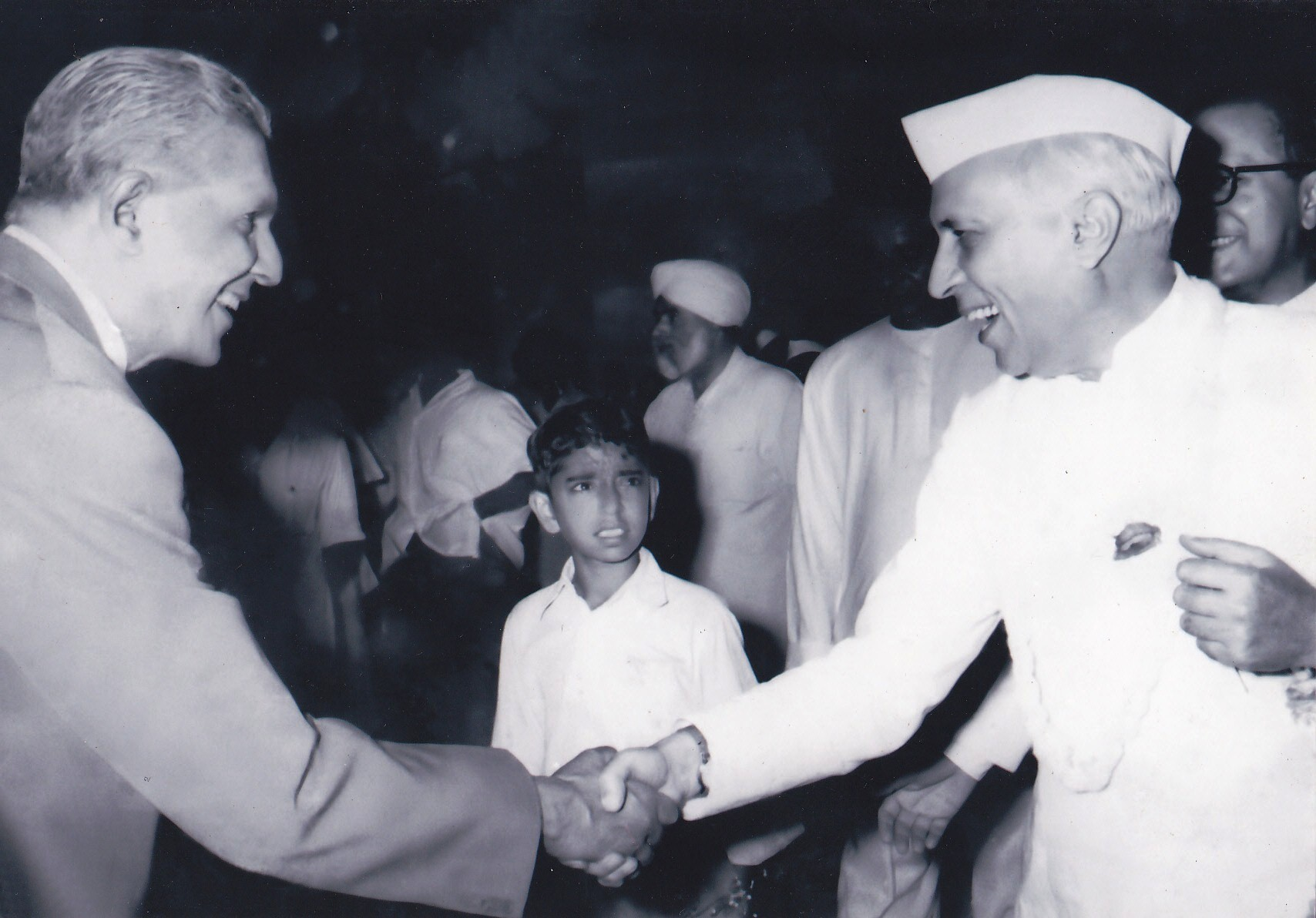
Edwin Wijeyeratne mit Jawaharlal Nehru, dem ersten Premierminister von Indien.

## Karriere
Edwin Wijeyeratne baute in kurzer Zeit eine große Rechtsanwaltspraxis auf und galt als Experte für Zivilrecht und Kandyan Law sowie für buddhistisches Religionsrecht. Er trat 1931 in das State Council ein für Kegalle und war bis 1936 dort Mitglied. Er ließ sich nicht zur Wiederwahl aufstellen und praktizierte wieder als Anwalt von 1936 bis 1947.

### Politik
Während seiner Anfangszeit im Journalismus wurde Wijeyeratne politischer Sekretär für Sir Ponnambalam Ramanathan und war einer der Mitbegründer einer politischen Gruppe, der Young Lanka League. Im Kampf um die Unabhängigkeit Ceylons war er ein wichtiger Drahtzieher und wurde mit hunderten anderen Ceylonesen im Verlauf der Aufstände von 1915 vom British Colonial Government inhaftiert.
Wijeyeratne war auch einer der Mitbegründer des Ceylon National Congress als Sir Ponnambalam Arunachalam und Sir James Peiris diesen ins Leben riefen. Während der britischen Kolonialzeit, als Herwald Ramsbotham, Lord Soulburys Commissioners unterwegs waren nach Kandy, setzte Don Stephen Senanayake ihn halbnackt in ein Reisfeld bei Kegalle. Dort wurde er den Commissioners als ein typischer Sinhala-Bauer vorgestellt, der zu den Commissioners auf Englisch sprach und bei ihnen bleibenden Eindruck verursachte, indem er dafür warb, dass Ceylon eine unabhängige Regierung benötigte. Gleichzeitig kam eine Einladung von Jawaharlal Nehru und dem Indian Congress Indien zu besuchen, um die Unabhängigkeit von Ceylon zu diskutieren. Wijeyeratne, Senanayake, George E. De Silva, Junius Richard Jayewardene, Sir Claude Corea und Henry Woodward Amarasuriya gehörten zu den Delegierten.
Am 21. Dezember 1940 wurde Wijeyeratne zum Präsidenten des Ceylon National Congress ernannt. Mit ihm wurden Dudley Senanayake und Junius Richard Jayawardene zu Joint Secretaries ernannt. Er führte auch die Delegation des Ceylon National Congress nach London an. 1947 wurde Wijeyeratne zum Senator ernannt, damals ein nicht-gewältes Oberhaus des Parlaments. Dort übernahm er die Funktion des Acting Leader (Geschäftsführer ?). Dann wurde er auf den Posten von Sir Oliver Goonetilleke als Cabinet Minister of Home Affairs and Rural Development in der Regierung von Senanayake berufen (Juli 1948). In der Commission on the Death Penalty war er einer der ersten, die empfahlen, die Todesstrafe in Ceylon abzuschaffen (1958). Im Amt als Cabinet Minister war Wijeyeratne auch der Vorsitzende des Wahlkomitees für die National Hymne Sri Lankas, Namo, Namo, Matha.

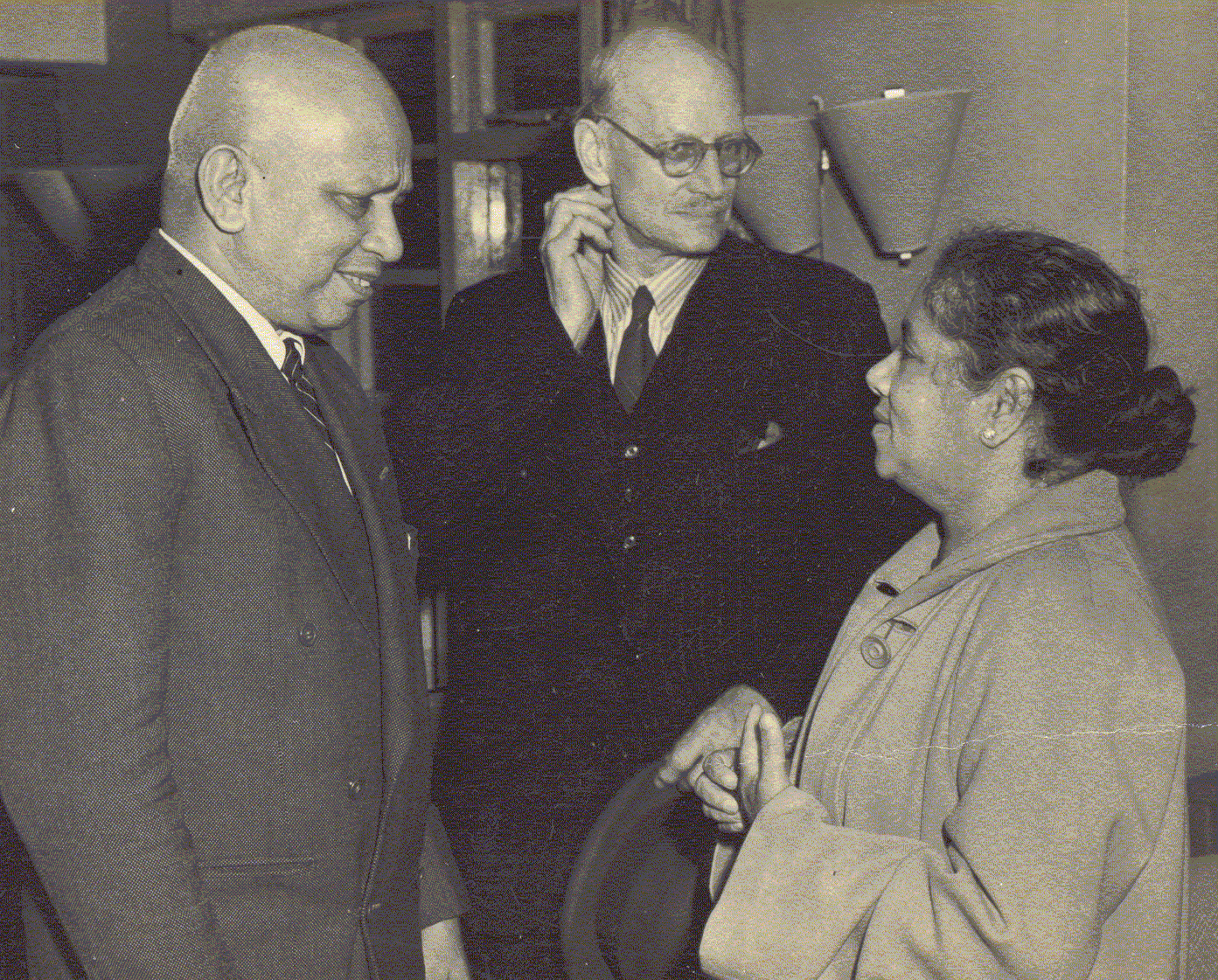
Leela Wijeyeratne mit dem Governor-General Oliver Ernest Goonetilleke.

### Diplomat
Wijeyeratne wurde 1951 zum High Commissioner von Ceylon in Britannien ernannt. 1953 wurde er im Buckingham Palace von Elisabeth II. zum Knight Commander der Zivil-Division des Order of the British Empire ernannt für seine Verdienste um den Commonwealth. Als Ceylon High Commissioner engagierte sich Wijeyeratne für den Ausbau diplomatischer Beziehungen zwischen Britannien und Sri Lanka. Dreimal wurde Wijeyeratne in ihrer Residenz in London von der Queen und von Prinz Philip aufgesucht. 1954 wurde Wijeyeratne zum Ceylon High Commissioner für Indien ernannt. In dieser Amtsperiode repräsentierte er Ceylon bei der Krönung des Königs von Nepal.

## Familie
Wijeyeratne heiratete Leela Pethiyagoda vom Meewaladeniya Walauwa, Gampola, und mit ihr hatte er drei Söhne und eine Tochter. Der älteste, Tissa Wijeyeratne wurde Barrister (Rechtsanwalt) und diente als Additional Secretary (außerordentlicher Sekretär) dür das Ministry of External Affairs and Defence, als Botschafter in Frankreich und der Schweiz und als Berater (Senior Advisor, Foreign Affairs) für Premierminister Sirimavo Bandaranaike. Sein zweiter Sohn, Nissanka Wijeyeratne, war Cabinet Minister of Education, Higher Education and Justice, Diyawadana Nilame (Laien-Kustos) des Sri Dalada Maligawa und später Botschafter in der Sowjetunion und Mitglied des Exekutivrats der UNESCO. Der jüngste Sohn, Cuda Wijeyeratne, ist ein Psychiater.